# Cisticola cherina
Il beccamoschino del Madagascar (Cisticola cherina (A.Smith, 1843)) è un uccello della famiglia Cisticolidae, endemico del Madagascar e delle isole Seychelles.

## Distribuzione e habitat
La specie è comune nell'intero Madagascar e presente anche in alcune delle isole Seychelles, dove potrebbe essere stata introdotta in epoca recente.